# Gilbert de Turckheim
Gilbert de Turckheim, né le 4 décembre 1940 à Obernai et décédé le 19 décembre 2020 à Offwiller, est un entrepreneur français et représentant du monde de la chasse, tant en France qu'en Europe. Originaire d'Alsace, il est issu de la famille de Turckheim et a eu deux enfants, dont l'auteure culinaire Stéphanie de Turckheim.

## Biographie
Ingénieur agronome de formation, Gilbert de Turckheim a fondé plusieurs parcs animaliers : La Montagne des singes en 1969, la Forêt des singes de Rocamadour en 1974, Affenberg Salem en 1976 et Trentham Monkey Forest
En parallèle, il occupa de nombreuses fonctions dans le domaine de la chasse, dont celles de lieutenant de louveterie, de président de la Fédération départementale des chasseurs du Bas-Rhin entre 1986 et 2004, de vice-président de la Fédération nationale des chasseurs (FNC), de président de l'Office national de la chasse et de la faune sauvage (ONCFS), de membre du Conseil économique, social et environnemental (CESE) entre 1993 et 2002, ou encore de président de la FACE (Federation of Associations for Hunting and Conservation of the EU) entre 2003 et 2014,,,. Par ailleurs, il était président d'honneur du Cercle Gaston Phoebus. 
Gilbert de Turckheim est à l'origine de la création en 1991 du Fonds alsacien pour la restauration des biotopes (FARB). Il a également eu un rôle dans la conclusion de l'accord entre BirdLife Internationale et la FACE dans le cadre de l’Initiative pour une chasse durable (ICD) de la Commission européenne concernant la directive relative à la conservation des oiseaux sauvages. 
Il appartient à une famille de la noblesse du Saint-Empire et est notamment l'un des très nombreux descendants de Saint Louis. 